# Новоберезовська сільська рада (Первомайський район)
Новобере́зовська сільська рада (рос. Новоберёзовский сельский совет) — сільське поселення у складі Первомайського району Алтайського краю Росії.
Адміністративний центр — село Новоберезовка.

## Населення
Населення — 457 осіб (2019; 507 в 2010, 587 у 2002).

## Склад
До складу сільської ради входять:
| Населений пункт     | Населення, осіб (2002) | Населення, осіб (2010) |
| ------------------- | ---------------------- | ---------------------- |
| Мала Поваліха, село | 126                    | 80                     |
| Новоберезовка, село | 461                    | 427                    |